# Parafia św. Marcina I w Eupatorii
Parafia św. Marcina I w Eupatorii – rzymskokatolicka parafia znajdująca się w diecezji odesko-symferopolskiej w dekanacie krymskim. Opiekę nad parafią sprawują oblaci.
Wzmianki o parafii rzymskokatolickiej w Eupatorii pojawiają się już w 1828. Na początku XX w wybudowano nowy kościół parafialny pw. Wniebowzięcia Najświętszej Maryi Panny. Został on zarekwirowany przez komunistów 24 stycznia 1923 i przekazany gorkomunchozowi (miejskie przedsiębiorstwo komunalne). Zburzony po 1928.
Parafię reaktywowano 23 maja 1997. 22 marca 1999 zakupiono dom, w którym urządzono kaplicę. W latach 2007–2010 zbudowano nowy kościół pw. św. Marcina I. Konsekrował go 17 kwietnia 2010 nuncjusz apostolski na Ukrainie abp Ivan Jurkovič. Jest to pierwszy kościół katolicki na Krymie wybudowany po rewolucji październikowej.
Księża z parafii dojeżdżają do następujących miejscowości:
- Bratskie
- Czernyszowo
- Dalekie
- Kropotkino